# کاظم خسروشاهی
کاظم خسروشاهی کارآفرین، سرمایه‌دار و دولتمرد سابق ایرانی است. خسروشاهی به مدت یک سال وزارت بازرگانی را در دولت جمشید آموزگار برعهده داشت. به نظر می‌رسد پذیرش این منصب از سوی خسروشاهی این خانواده را در معرض غضب نظام جمهوری اسلامی قرار داده باشد.
کاظم خسروشاهی یکی از شش پسر حسن خسروشاهی از مؤسسین اتاق بازرگانی تبریز است.او تا سوم دبیرستان را در تبریز تحصیل کرد. او دانشجوی حقوق در تهران بود که به آمریکا مهاجرت کرد و ضمن تحصیل نمایندگی شرکت دارویی «ماکسون رابینز» را به دست آورد. او با گسترش فعالیت‌های تجاری در صنعت دارو، شرکت سهامی تولیددارو را تأسیس کرد. او در حین کار دکترای اقتصاد را از دانشگاه تهران دریافت کرد.
اموال خسروشاهی پس از انقلاب اسلامی ایران مصادره شد و به خارج از ایران مهاجرت کرد.

## زندگی شخصی
کاظم خسروشاهی عموی بزرگ دارا خسروشاهی مدیر عامل اوبر، آوید لاریزاده دوگن، علی و هادی پرتوی است.